# Пиньола
Пиньо̀ла (на италиански: Pignola) е градче и община в Южна Италия, провинция Потенца, регион Базиликата. Разположено е на 927 m надморска височина. Населението на общината е 6927 души (към 2013 г.).